# Wspólnota administracyjna Wiesloch
Wspólnota administracyjna Wiesloch – wspólnota administracyjna (niem. Vereinbarte Verwaltungsgemeinschaft) w Niemczech, w kraju związkowym Badenia-Wirtembergia, w rejencji Karlsruhe, w regionie Rhein-Neckar, w powiecie Rhein-Neckar. Siedziba wspólnoty znajduje się w mieście Wiesloch, przewodniczącym jej jest Franz Schaidhammer.
Wspólnota administracyjna zrzesza jedno miasto i jedną gminę wiejską:
- Dielheim, 8 902 mieszkańców, 22,67 km²
- Wiesloch, miasto, 26 034 mieszkańców, 30,26 km²